# Bantu groove
Le bantu groove est un genre musical qui fusionne divers styles camerounais, du jazz et de la musique soul.

## Histoire
Le bantu groove est lancé par le groupe Macase, dans les années 2000. Il sera aussi le titre d'une chanson de Bantunani en 2006.

## Artistes
- Bantunani: Le genre a été adopté par le groupe congolais[3] qui lui a donné des couleurs soul, funk, R&B, afrobeat et rumba.

## Sources
- Le Bantu Groove sur www.afrisson.com(infos sur le style, artistes, biographies, discographie, bibliographie, vidéos)